# Kasseler Gespräche
Die Kasseler Gespräche sind eine um das Jahr 810 angefertigte Handschrift aus dem Raum Regensburg. Der Kodex bietet auf 60 Pergamentblättern neben Argumentationshilfen für Priester und weiteren theologischen Ausführungen die Kasseler Glossen (Glossae Cassellanae). Die Handschrift wird heute in der Murhardschen Bibliothek in Kassel aufbewahrt.

## Inhalt
Der Inhalt gliedert sich in fünf Abschnitte. Von der Forschung am meisten beachtet sind die „Kasseler Glossen“. Glosse ist in diesem Zusammenhang als Verdeutschung oder Erklärung einzelner lateinischer Wörter oder Redewendungen zu verstehen. Es sind sehr frühe und zaghafte Versuche, das Gehörte, die eigene Muttersprache Altbairisch, in Geschriebenes umzusetzen. Diese Verständigungshilfe könnte für romanisch sprechende Menschen gedacht gewesen sein. Es sind hauptsächlich praktische Hinweise wie: skir min fahs („Schere mein Haupthaar“) zu finden. Die Glosse endet mit einer zweisprachigen Betrachtung über die intellektuellen Unterschiede zwischen Bayern und Romanen:
- Stulti sunt romani sapienti sunt paiori modica est sapienti in romana plus habent stultitia quam sapientia
- tole sint uualha spahe sint peigria luzic ist spahe in uualhum mera hapent tolaheiti denne spahi
- Dumm sind die Welschen, klug die Bayern. Klein ist die Klugheit bei den Welschen, sie haben mehr Dummheit als Klugheit

Die Kasseler Glossen stimmen teilweise mit dem sog. Vocabularius Sancti Galli (Codex 913) aus St. Gallen überein.

## Ausführung
Die Kasseler Gespräche sind von verschiedenen unbeholfenen Händen niedergeschrieben worden. Die verwendeten karolingischen Minuskeln verweisen auf einen Entstehungsort in oder um Regensburg. Die 60 Blätter haben ein Format von etwa 20 × 14 cm. Der Einband besteht aus einfachen Holzdeckeln und einem modernen Lederrücken.

## Forschungsgeschichte
Der Band gelangte im Jahre 1632 von Fulda nach Kassel. Johann Heinrich Hottinger d. Ä. erwähnte 1637 in seinem Werk Historia ecclesiastica novi testamenti die „Kasseler Gespräche“. Erstmals wissenschaftlich setzte sich Wilhelm Grimm mit dem Band 1846 auseinander. Um die schlecht lesbare Schrift kurzzeitig besser sichtbar zu machen, verwendete er eine Galläpfeltinktur, die bleibende Schäden verursacht hat. Im vorderen Deckel verewigte sich am 22. Februar 1858 der Altanglist Christian Wilhelm Michael Grein, während er das Buch benutzte. Heute befindet es sich im Ausstellungstresor der Kasseler Universitätsbibliothek.
siehe auch: Althochdeutsche Literatur